# مسئله تخت‌بودن

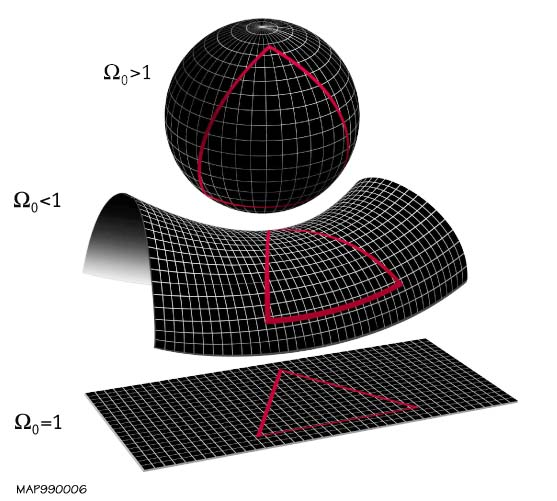
هندسه محلی جهان با توجه به اینکه چگالی نسبی Ω کوچکتر،بزرگتر یا برابر با یک باشد، تعیین می گردد. از بالا به پایین: یک جهان کروی با چگالی بیشتر از چگالی بحرانی (Ω>1, k>0)؛ جهان هایپربولیک با چگالی کمتر از چگالی بحرانی (Ω<1, k<0)؛ و یک جهان تخت با چگالی دقیقاً برابر با چگالی بحرانی (Ω=1, k=0). جهان ما برخلاف این نمودار ها، سه بعدی است.

مسئله تخت بودن (که همچنین با نام مسئله پیری شناخته می‌شود) یکی از مسائل کیهان شناسی مربوط به تنظیم دقیق مدل مهبانگ از جهان است. این مسائل برآمده از این واقعیت هستند که برخی از شرایط اولیه جهان بر روی مقادیر ویژه ای تنظیم دقیق شده‌اند و هرگونه انحرافی از این مقادیر در جهان اولیه می توانست تأثیرات شگرفی بر ماهیت جهان در دوره کنونی داشته باشند. 
در مورد مسئله تخت بودن پارامتری که تنظیم دقیق شده‌است، چگالی ماده و انرژی در جهان است. مقدار این پارامتر، خمش فضازمان را تعیین می‌کند و برای یک جهان تخت، مقدار آن باید برابر با یک مقدار بحرانی مشخص باشد. بنا بر مشاهدات، چگالی کنونی جهان بسیار نزدیک به مقدار بحرانی است. از آنجا که چگالی کل با گذر زمان کیهانی به سرعت از مقدار بحرانی فاصله می‌گیرد ، می‌توان نتیجه گرفت که چگالی جهان نخستین به مقدار بحرانی حتی نزدیکتر نیز بوده‌است. این مسئله به پرسشی کیهان شناسانه می انجامد که چرا چگالی نخستین با این دقت بر روی مقدار بحرانی تنظیم شده‌است.
این مسئله نخستین بار توسط رابرت دیکی در سال ۱۹۶۹ مطرح شد. عمومی‌ترین پاسخ پذیرفته شده برای این مسئله در میان کیهان شناسان، تورم کیهانی است. ایده این است که جهان در نخستین کسرهای ثانیه پس از مهبانگ وارد یک دوره کوتاه انبساط بسیاربسیار سریع به نام تورم کیهانی شد که همین منجر به تخت شدن جهان گشته است. این مسئله به همراه مسئله تک قطبی مغناطیسی و مسئله افق، سه انگیزه اصلی برای نظریه تورمی هستند.